# Горња Врбава
Горња Врбава је насеље у Србији у општини Горњи Милановац у Моравичком округу. Према попису из 2022. било је 128 становника. Удаљено је 9 км од Горњег Милановца и налази се поред пута за Крагујевац, на обронцима планине Рудник, на надморској висини између 410 и 550 м, и на површини од 896 ха.
Овде се налазе Стари споменици на сеоском гробљу у Горњој Врбави.

## Историја
Ово село добило је име по врбама којих је било много изникло поред реке Груже. Пред најездом Турака првобитно становништво се иселило. У 18. веку населили су га нови досељеници са Сјеничке висоравни. Горња Врбава први пут се помиње у турском попису из 1476. године када је и даље било пусто.
У селу постоје остаци средњовековне цркве посвећене Светом Николи и многе археолошке ископине из бронзаног доба.
У селу Горња Врбава рођени су архимандрит Мелентије Павловић (активни учесник у Првом и Другом српском устанку и блиски сарадник кнеза Милоша Обреновића) и Тома Вучић Перишић (гружански војвода, велики бунтовник против кнеза Милоша Обреновића, и уставобранитељ у Србији).
До 19. века Горња и Доња Врбава биле су једно село.
Горња Врбава припадала је општини Бело Поље, школи у Враћевшници и парохији цркве Свете Тројице у Горњем Милановцу. Сеоска слава је Мали Спасовдан.
У ратовима у периоду од 1912. до 1918. године село је дало 42 ратника. Погинуло их је 30 а 12 је преживело.

## Демографија
У пописима село је 1910. године имало 371 становника, 1921. године 339, а 2002. године тај број је спао на 147.
У насељу Горња Врбава живи 128 пунолетних становника, а просечна старост становништва износи 48,0 година (43,9 код мушкараца и 52,3 код жена). У насељу има 56 домаћинстава, а просечан број чланова по домаћинству је 2,59.
Ово насеље је у потпуности насељено Србима (према попису из 2002. године), а у последња три пописа, примећен је пад у броју становника.
|  |

| Демографија | Демографија | Демографија |
| Година      | Становника  | Становника  |
| ----------- | ----------- | ----------- |
| 1948.       | 401         |             |
| 1953.       | 395         |             |
| 1961.       | 340         |             |
| 1971.       | 248         |             |
| 1981.       | 223         |             |
| 1991.       | 199         | 195         |
| 2002.       | 145         | 147         |
| 2011.       | 164         |             |

| Етнички састав према попису из 2002.‍ | Етнички састав према попису из 2002.‍ | Етнички састав према попису из 2002.‍ | Етнички састав према попису из 2002.‍ | Етнички састав према попису из 2002.‍ |
| ------------------------------------ | ------------------------------------ | ------------------------------------ | ------------------------------------ | ------------------------------------ |
|                                      |                                      |                                      |                                      |                                      |
| Срби                                 | Срби                                 |                                      | 145                                  | 100,0%                               |
| непознато                            | непознато                            |                                      | 0                                    | 0,0%                                 |

| Година пописа     | 1948. | 1953. | 1961. | 1971. | 1981. | 1991. | 2002. |
| ----------------- | ----- | ----- | ----- | ----- | ----- | ----- | ----- |
| Број домаћинстава | 76    | 77    | 80    | 67    | 73    | 66    | 56    |

| Број чланова      | 1  | 2  | 3 | 4  | 5 | 6 | 7 | 8 | 9 | 10 и више | Просек |
| ----------------- | -- | -- | - | -- | - | - | - | - | - | --------- | ------ |
| Број домаћинстава | 20 | 12 | 8 | 10 | 1 | 4 | 0 | 1 | 0 | 0         | 2,59   |

| Пол    | Укупно | Неожењен/Неудата | Ожењен/Удата | Удовац/Удовица | Разведен/Разведена | Непознато |
| ------ | ------ | ---------------- | ------------ | -------------- | ------------------ | --------- |
| Мушки  | 68     | 24               | 35           | 8              | 1                  | 0         |
| Женски | 68     | 7                | 36           | 24             | 1                  | 0         |
| УКУПНО | 136    | 31               | 71           | 32             | 2                  | 0         |

| Пол    | Укупно                    | Пољопривреда, лов и шумарство | Рибарство                            | Вађење руде и камена | Прерађивачка индустрија       |
| ------ | ------------------------- | ----------------------------- | ------------------------------------ | -------------------- | ----------------------------- |
| Мушки  | 42                        | 15                            | 0                                    | 0                    | 16                            |
| Женски | 36                        | 19                            | 0                                    | 0                    | 13                            |
| УКУПНО | 78                        | 34                            | 0                                    | 0                    | 29                            |
| Пол    | Производња и снабдевање   | Грађевинарство                | Трговина                             | Хотели и ресторани   | Саобраћај, складиштење и везе |
| Мушки  | 0                         | 4                             | 3                                    | 0                    | 2                             |
| Женски | 0                         | 0                             | 2                                    | 1                    | 0                             |
| УКУПНО | 0                         | 4                             | 5                                    | 1                    | 2                             |
| Пол    | Финансијско посредовање   | Некретнине                    | Државна управа и одбрана             | Образовање           | Здравствени и социјални рад   |
| Мушки  | 0                         | 0                             | 0                                    | 1                    | 0                             |
| Женски | 0                         | 0                             | 0                                    | 0                    | 0                             |
| УКУПНО | 0                         | 0                             | 0                                    | 1                    | 0                             |
| Пол    | Остале услужне активности | Приватна домаћинства          | Екстериторијалне организације и тела | Непознато            | Непознато                     |
| Мушки  | 0                         | 0                             | 0                                    | 1                    | 1                             |
| Женски | 0                         | 0                             | 0                                    | 1                    | 1                             |
| УКУПНО | 0                         | 0                             | 0                                    | 2                    | 2                             |